# Heleioporus psammophilus
Espèce
Statut de conservation UICN

 LC  : Préoccupation mineure
Heleioporus psammophilus est une espèce d'amphibiens de la famille des Limnodynastidae.

## Répartition
Cette espèce est endémique d'Australie-Occidentale. Elle se rencontre du niveau de la mer jusqu'à 600 m d'altitude dans la Darling Scarp au Sud-Ouest de l'État,.

## Publication originale
- Lee & Main, 1954 : Two new species of burrowing frogs of the genus Helioporus Gray from South-Western Australia. Western Australian Naturalist, vol. 4, no 7, p. 157-159.